# كوفنت غاردن
كوفنت غاردن هو حي ومنطقة في وسط العاصمة البريطانية لندن، على الأطراف الشرقية من وست اند، بين سانت مارتن لين [الإنجليزية] ودروري لين. وهو مرتبط بسوق الفاكهة والخضروات السابق في الساحة المركزية، وهو الآن موقع تسوق وسياحي شهير، ومع دار الأوبرا الملكية، والمعروفة أيضًا باسم «كوفنت غاردن». يُقسم الشارع الرئيسي في لونغ أكري المنطقة، حيث يتموقع في شماله متاجر مستقلة تتمركز في ساحة نيل [الإنجليزية] وسفن ديالز [الإنجليزية]، بينما يحتوي الجنوب على الساحة المركزية مع فناني الشوارع، يعرض فيها في الهواء الطلق من يسمون «فناني الشوارع»، مثل الموسيقيين والهواة والرسامين وغيرهم.ومعظم المباني التاريخية والمسارح ومرافق الترفيه، ومنها متحف لندن للنقل [الإنجليزية] والمسرح دروري لين الملكي.
كانت المنطقة عبارة عن حقول حتى استقرت لفترة وجيزة في القرن السابع عندما أصبحت قلب مدينة لوندنويك التجارية الأنجلو ساكسونية، ثم هُجرت في نهاية القرن التاسع وصارت حقولًا من جديد. بحلول عام 1200  م، سَيّج رئيس دير وستمنستر جزء منها لاستخدامهأ أرضًا صالحة للزراعة وبساتين، حيث أُشير إليها لاحقًا باسم «حديقة الكنيسة والدير»، وفيما بعد «حديقة الدير». تبعًا لحل الأديرة، منحها الملك الشاب إدوارد السادس في عام 1552  م إلى جون راسل، إيرل بيدفورد الأول [الإنجليزية] (1485-1555)، المستشار الموثوق لوالده الملك هنري الثامن. كلف إيرل بيدفورد الرابع [الإنجليزية] إنيغو جونز ببناء بعض المنازل الفاخرة لجذب المستأجرين الأثرياء. صمم جونز الساحة الإيطالية المقوسة جنبًا إلى جنب مع كنيسة القديس بولس. كان تصميم الساحة جديدًا في لندن وكان له تأثير كبير على تخطيط المدن الحديث، حيث كان بمثابة النموذج الأولي للعقارات الجديدة مع نمو لندن.
بحلول عام 1654  م، نشأ سوق صغير للفاكهة والخضروات في الهواء الطلق على الجانب الجنوبي من الساحة العصرية. تدريجيًا، ساءت سمعة كل من السوق والمنطقة المحيطة بهما، حيث فتحت الحانات والمسارح والمقاهي وبيوت الدعارة. بحلول القرن الثامن عشر، اشتهرت بوفرة بيوت الدعارة. وُضع قانون برلماني للسيطرة على المنطقة، وشُيد مبنى تشارلز فاولر [الإنجليزية] الكلاسيكي الجديد في عام 1830  م لتغطية السوق والمساعدة في تنظيمه. نما السوق وأضيفت مبانٍ أخرى: فلورال هول، تشارتر ماركت، وفي عام 1904  م سوق اليوبيل. بحلول نهاية الستينيات، تسبب الازدحام المروري في حدوث مشكلات، وفي عام 1974  م انتقل السوق إلى سوق كوفنت جاردن الجديد [الإنجليزية] في ناين إلمز [الإنجليزية] في الجنوب الغربي حوالي ثلاثة أميال (5) كم. أعيد افتتاح المبنى المركزي مركزًا للتسوق في عام 1980  م وهو الآن موقع سياحي يحتوي على مقاهي وحانات ومتاجر صغيرة وسوق حرفي يسمى أبل ماركت، إلى جانب سوق آخر يقام في قاعة اليوبيل هال.
تقع كوفنت غاردن داخل أحياء لندن وستمنستر وكامدنكامدن والدوائر الانتخابية البرلمانية في مدن لندن وستمنستر وهولبورن وسانت بانكراس. يخدم المنطقة خط بيكاديللي [الإنجليزية] في محطة كوفنت غاردن لمترو أنفاق لندن منذ عام 1907  م؛ تُعد رحلة 300 يارد (270 م) من محطة مترو أنفاق ليستر سكوير الأقصر في لندن.
يحد المقاطعة شوارع هاي هولبورن من الشمال وكينغزوي من الشرق وستراند من الجنوب وتشارينغ كروس من الغرب.

## التاريخ

### التاريخ المبكر

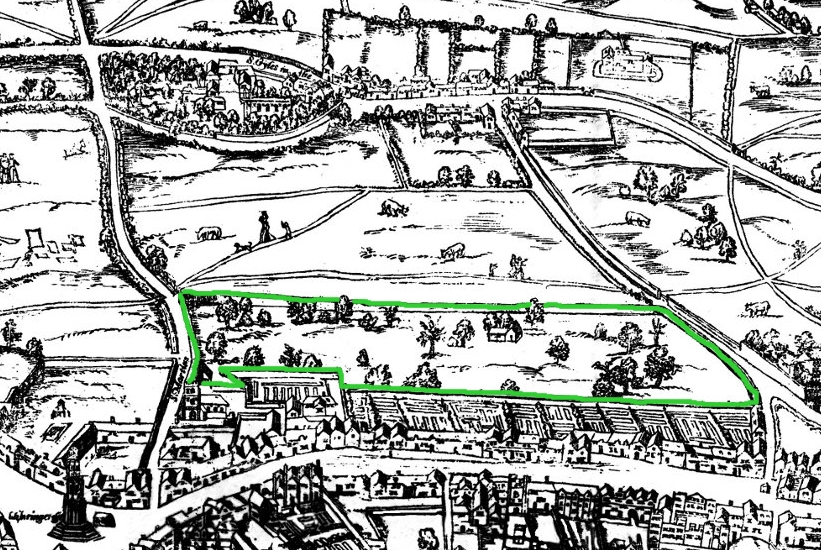
كوفنت غاردن على خريطة "نقش خشبي" في ستينيات القرن الخامس عشر، مع تحديد الجدار المحيط باللون الأخضر

خلال الفترة الرومانية، كان ما يُعرف الآن بستراند(1) جزءًا من الطريق إلى سيلشستر، والمعروف باسم «إيتر السابع» على خط السير الأنطونيوسي. كشفت الحفريات في عام 2006  م في كنيسة سانت مارتن إن ذا فيلدز [الإنجليزية] عن قبر روماني متأخر، مما يشير إلى أن الموقع كان مقدسًا منذ عام 410  م على الأقل. كان يُعتقد منذ فترة طويلة أن المنطقة الواقعة إلى الشمال من ستراند ظلت حقولًا غير مأهولة حتى القرن السادس عشر، لكن نظريات آلان فينس ومارتن بيدل التي تشير إلى وجود مستوطنة أنجلو سكسونية إلى الغرب من مدينة لندينيوم الرومانية القديمة وتم التحقق منها من خلال الحفريات في 1985 و2005. كشفت هذه الحفريات أن مدينة تجارية، تسمى لوندنويك، تطورت حوالي 600 م، تمتد من ميدان ترفلغار إلى ألدويتش [الإنجليزية]، مع كوفنت غاردن في المركز. قام ألفريد العظيم بتحويل المستوطنة تدريجياً إلى مدينة لوندينيوم الرومانية القديمة ابتداءً من عام 886  م، لم يبق أي أثر للبلدة القديمة، وعاد الموقع إلى الحقول.
يأتي أول ذكر لحديقة مسورة من وثيقة، صادرة زهاء عام 1200  م، والتي تشرح بالتفصيل الأرض التي يملكها الرهبان البينديكتين في دير القديس بطرس بوستمنستر. تشير وثيقة لاحقة، مؤرخة بين عامي 1250  م و1283  م، إلى «حديقة أَبّاتِي ودير وستمنستر». بحلول القرن الثالث عشر، أصبحت هذه الأرض بمساحة 40 أكر (16 ها) بساتين مختلطة ومرج ومراعي وأراض صالحة للزراعة، وهي تقع بين شارع سانت مارتنز لين دروري لين في العصر الحديث، وشارع فلورال ومايدن لين. يظهر استخدام اسم «كوفنت»(2) في وثيقة من عام 1515  م، عندما كانت الدير تترك قطعًا من الأرض على طول الجانب الشمالي من ستراند للنزل وحدائق السوق، منحت عقد إيجار للحديقة المسورة، مشيرة إلى أنها «حديقة تسمى كوفنت غاردن». وقد سُجلت منذ ذلك الحين على هذا النحو.

### عقار بيدفورد (1552-1918)

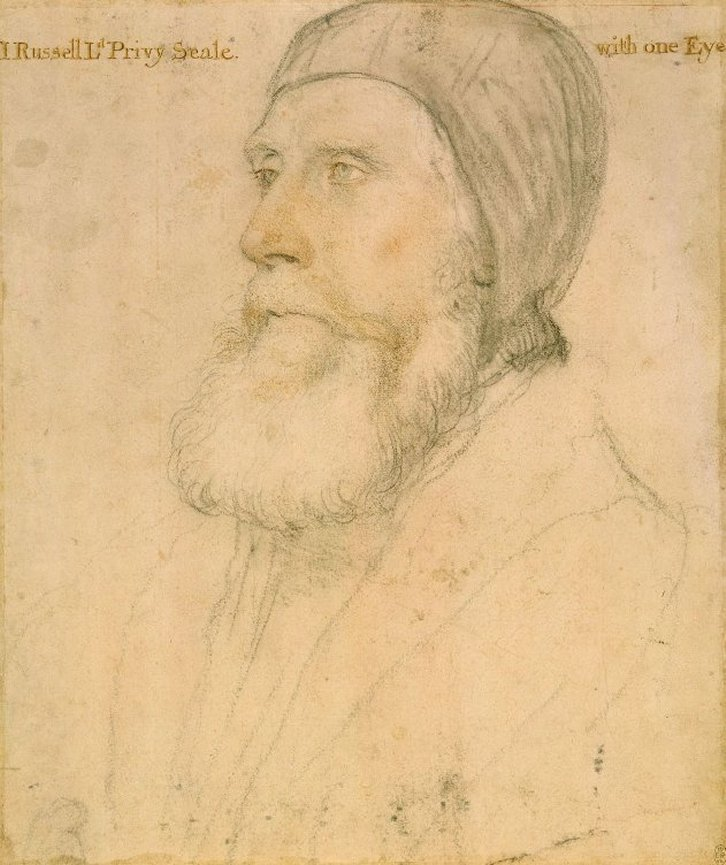
حصول إيرل بيدفورد على كوفنت غاردن عام 1552.

بعد حل الأديرة في عام 1540  م في عهد الملك هنري الثامن، عادت الأراضي الرهبانية في إنجلترا إلى التاج، بما في ذلك الأراضي التي تنتمي إلى دير وستمنستر مثل حديقة الدير وسبعة أفدنة في الشمال تسمى لونغ أكري. في عام 1552  م منحها الملك إدوارد السادس لجون راسل، إيرل بيدفورد الأول، المستشار الموثوق لوالده الراحل. احتفظت عائلة راسل، التي تقدمت عام 1694  م في سلم النبلاء من إيرل إلى دوق بيدفورد، بالأرض حتى عام 1918  م.
بنى راسل «بيدفورد هاوس» وحديقة على جزء من الأرض، مع مدخل على ستراند، الحديقة الكبيرة الممتدة على طول الجانب الجنوبي من حديقة الدير القديمة المسورة. في عام 1630  م، كلف فرانسيس راسل، إيرل بيدفورد الرابع، المهندس المعماري إنيجو جونز بتصميم وبناء كنيسة وثلاث شرفات من المنازل الجميلة حول ساحة كبيرة أو ميدان. كان هذا مدفوعا من قبل الملك تشارلز الأول بعد أن استهجن الحالة السيئة للطريق والمنازل على طول لونغ أكري، والتي كانت من مسؤولية راسل وهنري كاري، إيرل مونماوث الثاني. اشتكى راسل وكاري من أنه بموجب إعلان 1625 المتعلق بالمباني، الذي يقيد البناء في لندن وحولها، لا يمكنهم بناء منازل جديدة. منح الملك راسل بعد ذلك ترخيصًا لبناء العديد من المنازل الجديدة على أرضه «بما يراه مناسبًا وملائمًا» مقابل رسوم قدرها 2000 جنيه إسترليني.

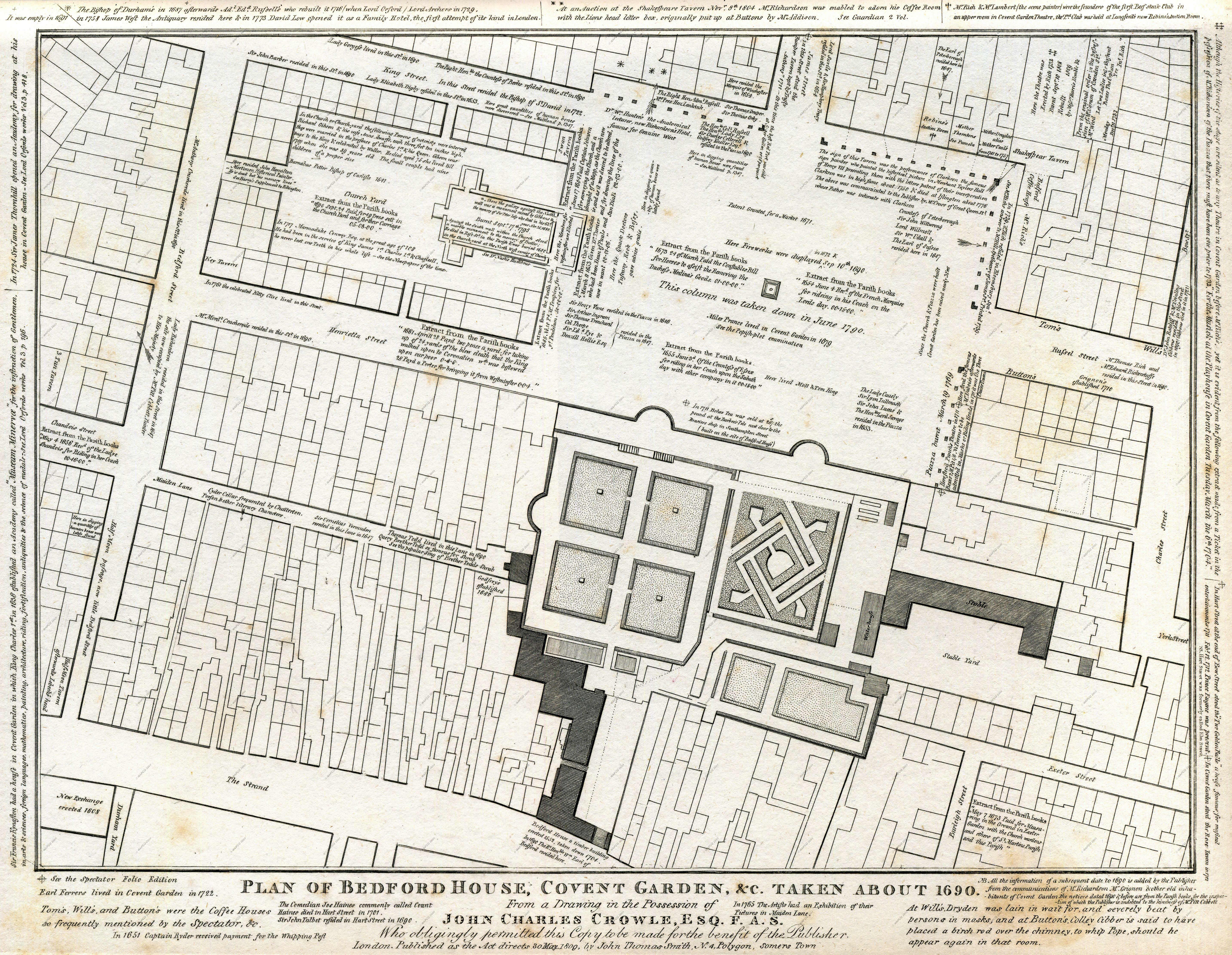
مخطط كوفنت غاردن عام 1690

اجتذبت البيوت في البداية الأثرياء، على الرغم من خروجهم منها عندما تطور السوق على الجانب الجنوبي من الساحة حوالي عام 1654  م، وانتقلت المقاهي والحانات والبغايا إليها.
تم توسيع عقار بيدفورد من خلال وراثة قصر بلومزبري السابق إلى الشمال مباشرة من كوفنت غاردن بعد زواج ويليام راسل، اللورد راسل (1639-1683) (الابن الثالث لوليام راسل، دوق بيدفورد الأول في وبرن بيدفوردشير) براشيل وريثسلي، وريثة بلومزبري، وهي أصغر ابنتين ووريثتين من توماس وريثسلي، إيرل ساوثهامبتون الرابع (1607-1667). كان ابن راشيل ووريثه وريثسلي راسل، دوق بيدفورد الثاني (1680-1711).
بحلول القرن الثامن عشر، أصبحت كوفنت غاردن منطقة مشهورة للأضواء الحمراء، تجتذب عاهرات بارزات مثل بيتي كارلس وجين دوغلاس. أوصاف البغايا وأين يمكن العثور عليها مقدمة من «قائمة هاريس للسيدات في كوفنت غاردن»، «الدليل الأساسي والإكسسوار لأي رجل جاد في المتعة». في عام 1830  م بُنيت قاعة سوق لتوفير مركز تجاري أكثر ديمومة. في عام 1913  م، وافق هيربراند راسل، دوق بيدفورد الحادي عشر على بيع عقار كوفنت غاردن مقابل 2 مليون جنيه إسترليني للنائب والمضارب على الأراضي هاري مالابي ديلي، الذي باع حرية الاختيار في عام 1918  م لعائلة بيتشام مقابل 250 ألف جنيه إسترليني.

### التغييرات الحديثة

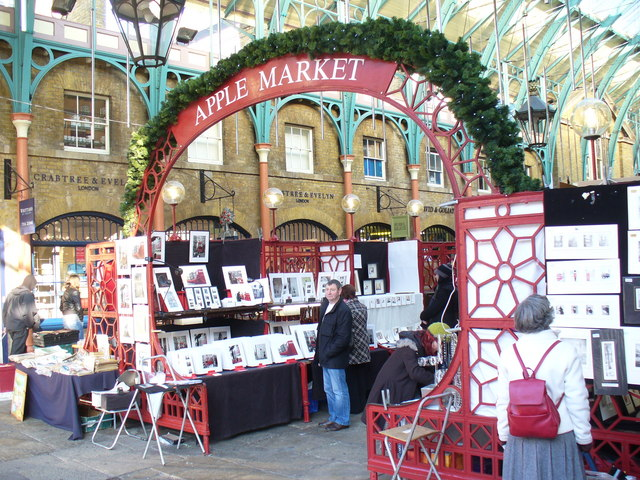
رُمم مبنى تشارلز فاولر الكلاسيكي الجديد عام 1830 كسوق للبيع بالتجزئة

كان عقار كوفنت غاردن جزءًا من عقارات وحبوب بيتشام المحدودة (بالإنجليزية: Beecham Estates and Pills Limited)‏ من عام 1924  م إلى عام 1928  م، وبعد ذلك أدارتها شركة تسمى عقارات كوفنت غاردن، المملوكة لشركة بيتشام ومستثمرين آخرين من القطاع الخاص. باعت هذه الشركة الجديدة بعض العقارات في كوفنت غاردن، بينما أصبحت نشطة في الاستثمار العقاري في أجزاء أخرى من لندن. في عام 1962  م، بِيع الجزء الأكبر من العقارات المتبقية في منطقة كوفنت غاردن، بما في ذلك السوق، إلى هيئة كوفنت غاردن المملوكة للحكومة والتي تم إنشاؤها حديثًا مقابل 3925000 جنيه إسترليني.
بحلول نهاية الستينيات، وصل الازدحام المروري إلى مستوى غير مقبول حيث أصبح لا يسمح باستخدام الساحة كسوق توزيع جملة حديث، وتم التخطيط لإعادة تطوير كبيرة. بعد احتجاج عام، تمت حماية المباني المحيطة بالميدان في عام 1973  م، مما منع إعادة التطوير. في العام التالي، انتقل السوق إلى موقع جديد في ناين إلمز (Nine Elms)، بين باترسي فوكسهول في جنوب غرب لندن. فترت الساحة حتى أعيد افتتاح المبنى المركزي كمركز تسوق في عام 1980  م.
في عام 2004  م، وضع مجلس وستمنستر خطة عمل لتحسين المنطقة مع الاحتفاظ بطابعها التاريخي وذلك بعد التشاور مع السكان والشركات المحلية. في عام 2006  م، اشترت شركة عقارية مباني السوق، إلى جانب العديد من العقارات الأخرى في كوفنت غاردن.

## الجغرافيا

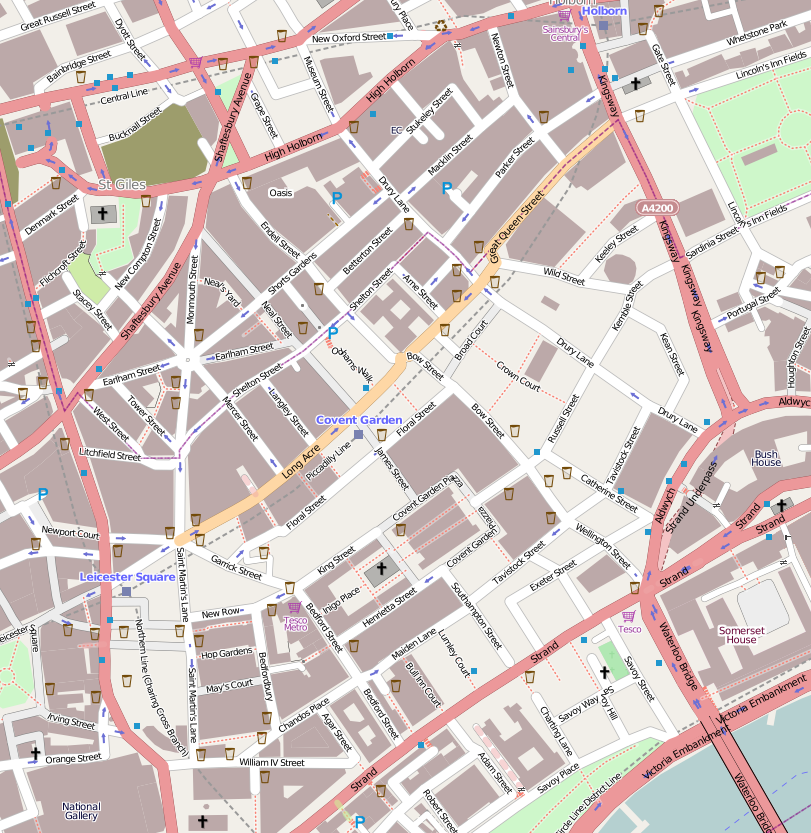
خريطة الشارع المفتوحة للمنطقة

من الناحية التاريخية، حدد عقار بيدفورد حدود كوفنت غاردن، مع دروري لين من الشرق، ستراند إلى الجنوب، سانت مارتن لين إلى الغرب، ولونغ أكري إلى الشمال. ومع ذلك، مع مرور الوقت، توسعت المنطقة التي تعتبر جزءًا من كوفنت غاردن شمالًا بعد لونغ أكري إلى هاي هولبورن. منذ عام 1971  م، مع إنشاء منطقة كوفنت غاردن المحمية والتي تضم جزءًا من المنطقة الواقعة بين سانت مارتن لين وطريق تشارينج كروس، عُد طريق تشارينج كروس حدودها الغربية أحيانًا. لونغ أكري هو الطريق الرئيسي، ويمتد شمال شرق من سانت مارتنز لين إلى دروري لين. شارع شيلتون، الذي يمتد بالتوازي مع شمال لونغ أكري، يمثل حدود منطقة لندن بين كامدن وويستمنستر.
تحتوي المنطقة الواقعة إلى الجنوب من لونغ أكري على دار الأوبرا الملكية، والسوق والساحة المركزية، ومعظم المباني والمسارح والمرافق الترفيهية الأنيقة، بما في ذلك المسرح الملكي، ودروري لين، ومتحف لندن للنقل. في حين أن المنطقة الواقعة إلى الشمال من لونغ أكري مُنحت إلى حد كبير لوحدات البيع بالتجزئة المستقلة المتمركزة في شارع نيل وساحة نيل وسفن ديالس؛ على الرغم من أن هذه المنطقة تحتوي أيضًا على مبانٍ سكنية مثل أودمز ووك، الذي تم بناؤه عام 1981  م في موقع مطبوعات أودمز، ويقطنه 7000 ساكن.

## الحوكمة
كانت ملكية كوفنت غاردن في الأصل تحت سيطرة وستمنستر أبي وتقع في أبرشية سانت مارغريت. أثناء إعادة التنظيم في عام 1542  م، نقلت إلى سانت مارتن إن ذا فيلدز، ثم في عام 1645  م أسست أبرشية جديدة، وقسمت إدارة الملكية بين رعايا سانت بول كوفنت غاردن وسانت مارتن، وكلاهما لا يزال داخل ليبرتي وستمنستر. كانت كوفنت سانت بول غاردن محاطًا تمامًا بأبرشية سانت مارتن إن ذا فيلدز. تم تجميعها في منطقة ستراند في عام 1855  م. في عام 1900  م أصبحت جزءًا من القصبة الحضرية في وستمنستر وألغيت كأبرشية مدنية في عام 1922  م. كانت المناطق الشمالية من كوفنت غاردن ضمن أبرشية سانت جايلز القديمة إن ذا فيلدز وخارج ليبرتي أوف وستمنستر. كانت من عام 1855  م إلى عام 1900  م جزءًا من مقاطعة سانت جايلز ومن عام 1900  م جزءًا من القصبة الحضرية في هولبورن.
دخلت كوفنت غاردن ضمن نطاق مسؤولية مجلس متروبوليتان للأعمال من عام 1855  م وفي عام 1889  م أصبحت جزءًا من مقاطعة لندن. منذ عام 1965  م، تقع كوفنت غاردن ضمن أحياء وستمنستر وكامدن بلندن، وهي في الدوائر الانتخابية البرلمانية في مدن لندن وستمنستر وهولبورن وسانت بانكراس. بالنسبة لانتخابات المجالس المحلية، تقع ضمن دائرة سانت جيمس لوستمنستر، ودائرة هولبورن وكوفنت غاردن لكامدن.

## الاقتصاد

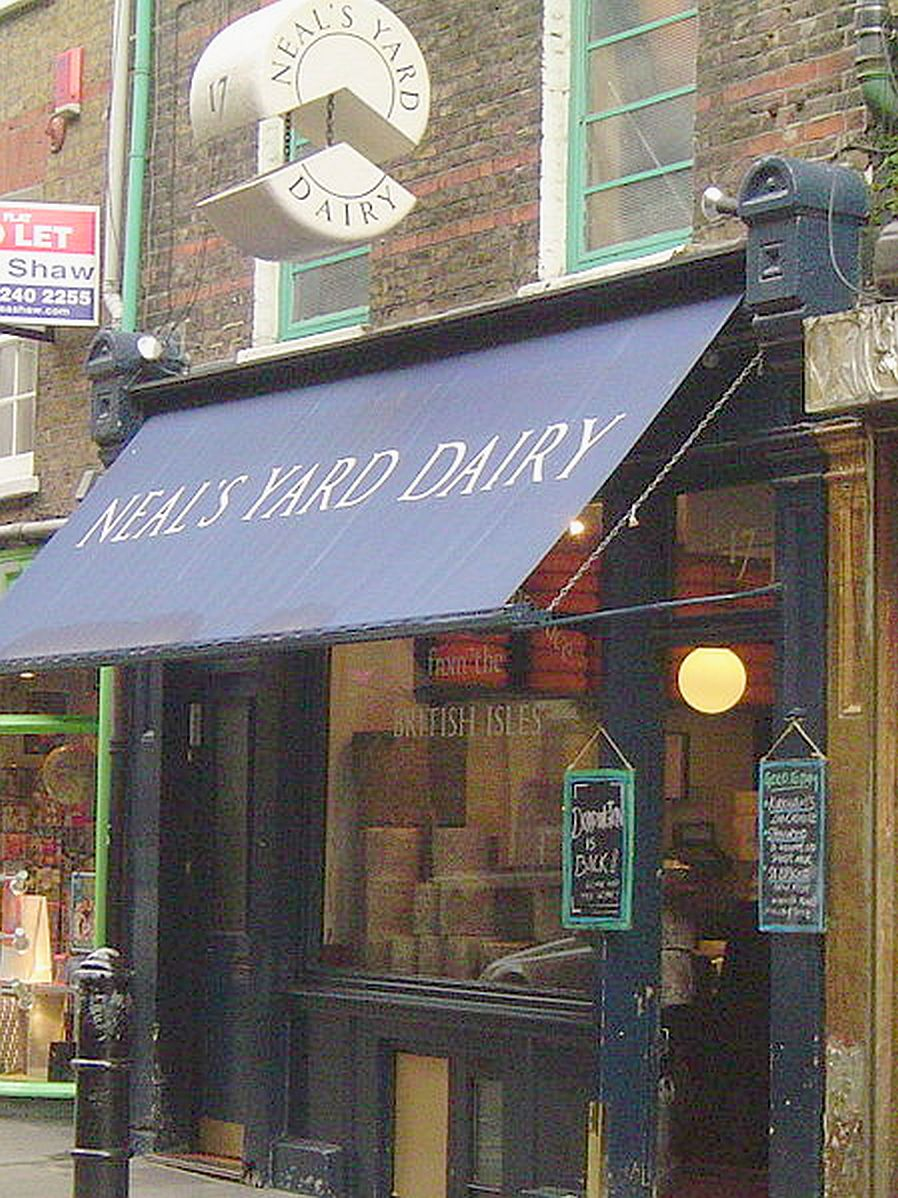
متجر الجبن قبالة نيلز يارد

أعيد افتتاح سوق كوفنت غاردن في عام 1980  م كمركز تسوق يضم مطاعم وحانة. تحتوي القاعة المركزية على متاجر ومقاهي وبارات إلى جانب أكشاك أبل ماركت التي تبيع التحف والمجوهرات والملابس والهدايا. هناك أكشاك غير رسمية إضافية في سوق اليوبيل هال على الجانب الجنوبي من الساحة. في عام 2010  م، افتتح أكبر متجرأبل ستور في العالم في The Piazza. يوجد في لونغ أكري متاجر ومحلات ملابس، ويشتهر شارع نيل بالعديد من متاجر الأحذية. يقع متحف لندن للنقل والمدخل الجانبي لشباك التذاكر في دار الأوبرا الملكية والمرافق الأخرى أيضًا في الساحة. خلال أواخر السبعينيات والثمانينيات من القرن الماضي، كان مكان موسيقى الروك غاردن مشهورًا شعبية مع والقادمة بانك روك وموجة جديدة من الفنانين.
خلال أواخر السبعينيات والثمانينيات من القرن الماضي، كان مكان موسيقى الروك غاردن مشهورًا بفناني موسيقى الروك الصاعدين والبانك.
في أغسطس 2006، اشترت كابكو (CapCo) بالشراكة مع GE Real Estate قاعات السوق والعديد من المباني الأخرى في كوفنت غاردن مقابل 421 مليون جنيه إسترليني، بعقد إيجار رئيسي لمدة 150 عامًا. تؤجر المباني لصندوق منطقة كوفنت غاردن، الذي يدفع إيجارًا سنويًا رمزيًا بتفاحة حمراء واحدة ومجموعة من الزهور لكل عقد إيجار رئيسي، ويحمي الصندوق الملكية من إعادة تطويرها. في مارس 2007، استحوذت كابكو أيضًا على المحلات التجارية الواقعة تحت دار الأوبرا الملكية. يتكون عقار كوفنت غاردن الكامل والمملوك لشركة كابكو من 550,000 قدم مربع (51,000 م2)، وتبلغ قيمتها السوقية 650  مليون جنيه إسترليني.

## المعالم

### دار الأوبرا الملكية

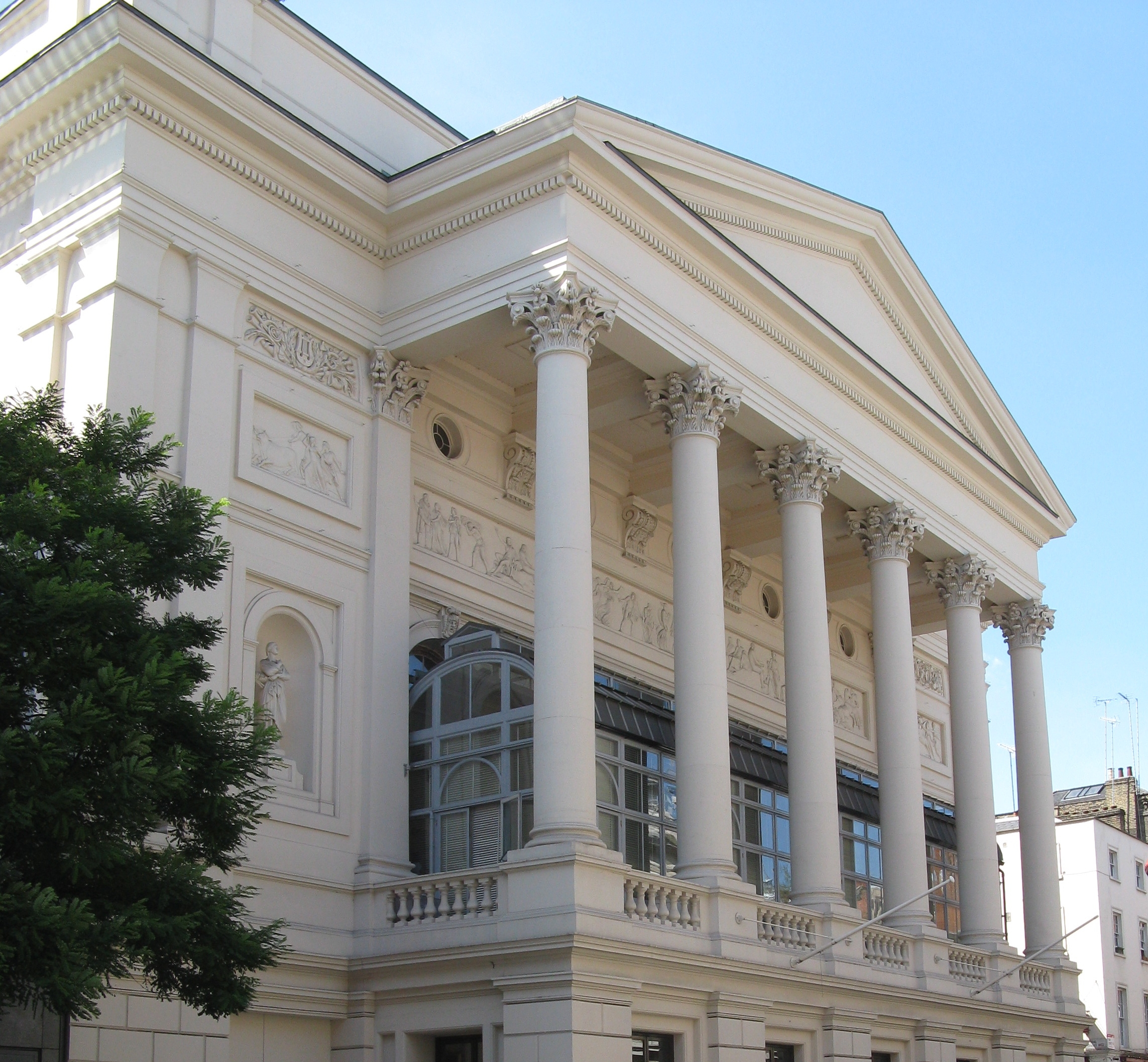
واجهة إدوارد باري عام 1858 لدار الأوبرا الملكية

تم تشييد دار الأوبرا الملكية، المعروفة باسم «كوفنت غاردن»، باسم «المسرح الملكي» في عام 1732  م من تصميم إدوارد شبرد. خلال المائة عام الأولى أو نحو ذلك من تاريخه، كان المسرح في المقام الأول عبارة عن مسرح، حيث منح تشارلز الثاني براءة تمليك لكوفنت غاردن والمسرح الملكي حقوقًا حصرية لتقديم الدراما المنطوقة في لندن. في عام 1734  م، تم تقديم أول باليه؛ بعد ذلك بعام بدأ الموسم الأول للأوبرا لهاندل. تمت كتابة العديد من مسرحياته وخطاباته خصيصًا لكوفنت غاردن وكان له العرض الأول. كانت موطن الأوبرا الملكية منذ عام 1945  م، والباليه الملكي منذ عام 1946  م.
المبنى الحالي هو المسرح الثالث في الموقع بعد الحرائق المدمرة في 1808 و1857. صمم إدوارد باري الواجهة والردهة والقاعة، ويعود تاريخها إلى عام 1858  م، ولكن تقريبًا كل عنصر آخر في المجمع الحالي يعود إلى عملية إعادة إعمار واسعة النطاق بلغت 178 مليون جنيه إسترليني في التسعينيات. القاعة الرئيسية هي مبنى تاريخي محمي من الدرجة الأولى. أدى إدراج قاعة فلورال القديمة المجاورة، والتي كانت في السابق جزءًا من سوق كوفنت غاردن القديم، إلى إنشاء مكان تجمع عام كبير وجديد. في عام 1779  م، كان الرصيف خارج المسرح مسرحًا لمقتل مارثا راي، عشيقة إيرل أوف ساندويتش، على يد معجبها القس جيمس هاكمان.

### كوفنت غاردن بيازا

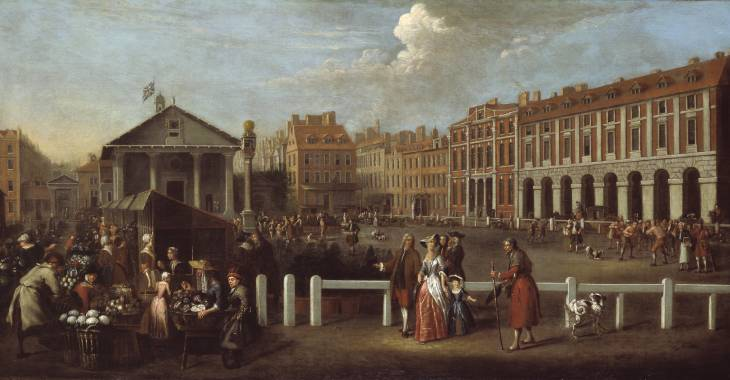
لوحة بالتازار نيبوت للميدان عام 1737 قبل تشييد قاعة السوق عام 1830

يطلق على الساحة المركزية في كوفنت غاردن ببساطة اسم «كوفنت غاردن»، وغالبًا ما يتم تسويقها باسم «كوفنت غاردن بياتزا» لتمييزها عن المنطقة المحيطة التي تحمل نفس الاسم. تم تصميمه ووضعه في عام 1630  م، وكان أول ميدان حديث في لندن - كان في الأصل مساحة مسطحة ومفتوحة أو ساحة ذات درابزين منخفض. منذ حوالي عام 1635  م، كان هناك العديد من السكان الملحوظين، بما في ذلك النبلاء، الذين يعيشون في الساحة الكبرى. بدأ سوق غير رسمي على الجانب الجنوبي، وبحلول عام 1830  م تم بناء قاعة السوق الحالية. تحظى المساحة بشعبية لدى فناني الشوارع، الذين يجرون تجارب أداء مع مالكي الموقع للحصول على مكان مخصص. وُضعت الساحة في الأصل عندما كلف إيرل بيدفورد الرابع، فرانسيس راسل، إنيغو جونز بتصميم وبناء كنيسة وثلاث شرفات من المنازل الجميلة حول موقع حديقة مسورة سابقة تابعة لدير وستمنستر. استلهم تصميم جونز من معرفته بالتخطيط الحديث للمدن في أوروبا، ولا سيما بيازا دي أرمي، في ليغورن، توسكانا، بيازا سان ماركو في البندقية، بيازا سانتيزيما أنونزياتا في فلورنسا، وميدان الفوج في باريس. كان محور المشروع هو المربع الكبير، والذي كان مفهومه جديدًا في لندن، وكان لهذا تأثير كبير على تخطيط المدن الحديث مع نمو المدينة، حيث كان بمثابة نموذج أولي لتصميم العقارات الجديدة، مثل عقار لادبروك وعقار جروسفينور. صمم إسحاق دي كوز، المهندس المعماري الفرنسي الهوغونوتي، المنازل الفردية تحت التصميم العام لجونز.
كانت كنيسة القديس بولس هي المبنى الأول، وبدأت في يوليو 1631 على الجانب الغربي من الساحة. تم الانتهاء من المنزل الأخير في عام 1637  م. وكان هناك سبعة عشر من المنازل المقنطرة برواق مناحي نُظمت في مجموعات من أربعة وستة مباني جانبي شارع جيمس على الجانب الشمالي، وثلاثة وأربعة مباني جانبي شارع راسل. هذه الأروقة، بدلاً من المربع نفسه، أخذت اسم بيازا؛ أصبحت المجموعة من شارع جيمس ستريت إلى شارع راسل تُعرف باسم «الساحة الكبرى» والتي تقع جنوب شارع راسل باسم «الساحة الصغيرة». لم يبق أي من منازل إنيغو جونز، على الرغم من إعادة بناء جزء من المجموعة الشمالية في 1877-1879 باسم Bedford Chambers بواسطة وليام كيوبت وفقًا لتصميم هنري كلوتون.

### سوق كوفنت غاردن

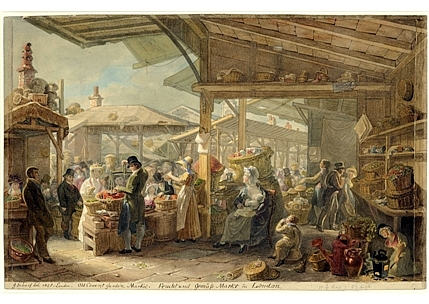
رسم جورج جوهان شارف للسوق قبل بناء قاعة فاولر في عام 1830

كان أول تدوين لـ«سوق جديد في كوفنت غاردن» في عام 1654 م عندما أقام تجار السوق أكشاكًا مقابل جدار حديقة بيدفورد هاوس. حصل إيرل بيدفورد على ميثاق خاص من تشارلز الثاني في عام 1670 م لسوق الفواكه والخضروات، مما سمح له ولورثته بالاحتفاظ بالسوق سائر الأيام عدا أيام الأحد وعيد الميلاد. أصبح السوق الأصلي، المكون من أكشاك وسقائف خشبية، فوضوي وغير منظم، وطلب جون راسل، دوق بيدفورد السادس، قانونًا من البرلمان في عام 1813 م لتنظيمه، ثم كلف تشارلز فاولر في عام 1830 م بتصميم مبنى السوق الكلاسيكي الجديد الذي صار قلب كوفنت غاردن اليوم. تم بناء «الجزء الأكبر من الأعمدة» من الجرانيت المستخرج من كايرنغال في أبردينشاير. كان المقاول ويليام كوبيت وشركاه. تمت إضافة المزيد من المباني - قاعة الأزهار، وسوق تشارتر. وفي عام 1904 م بنى كوبيت وهوارد سوق اليوبيل للزهور الأجنبية.بحلول نهاية الستينيات، تسبب الازدحام المروري في حدوث مشكلات للسوق، الأمر الذي تطلب شاحنات كبيرة بشكل متزايد للتسليم والتوزيع. تم النظر في إعادة التطوير، لكن الاحتجاجات من جمعية مجتمع كوفنت غاردن في عام 1973 م دفعت وزير الداخلية، روبرت كار، إلى منح عشرات المباني حول الساحة صفة مبنى مدرج، مما منع إعادة التطوير. في العام التالي، انتقل السوق إلى موقعه الجديد، سوق نيو كوفنت غاردن، على بعد حوالي ثلاثة أميال (5 كم) من الجنوب الغربي في ناين إلمز. أعيد افتتاح المبنى المركزي كمركز للتسوق في عام 1980 م، مع مقاهي وحانات ومتاجر صغيرة وسوق الحرف اليدوية يسمى سوق أبل. كان متجر ألعاب بنيامين بولوك من بين المتاجر الأولى التي انتقلت إليه. يقام سوق آخر وهو سوق اليوبيل في قاعة اليوبيل على الجانب الجنوبي من الساحة. كانت صالات السوق والعديد من المباني الأخرى في كوفنت غاردن مملوكة لشركة العقارات كابكو منذ عام 2006 م.

### المسرح الملكي، دروري لين

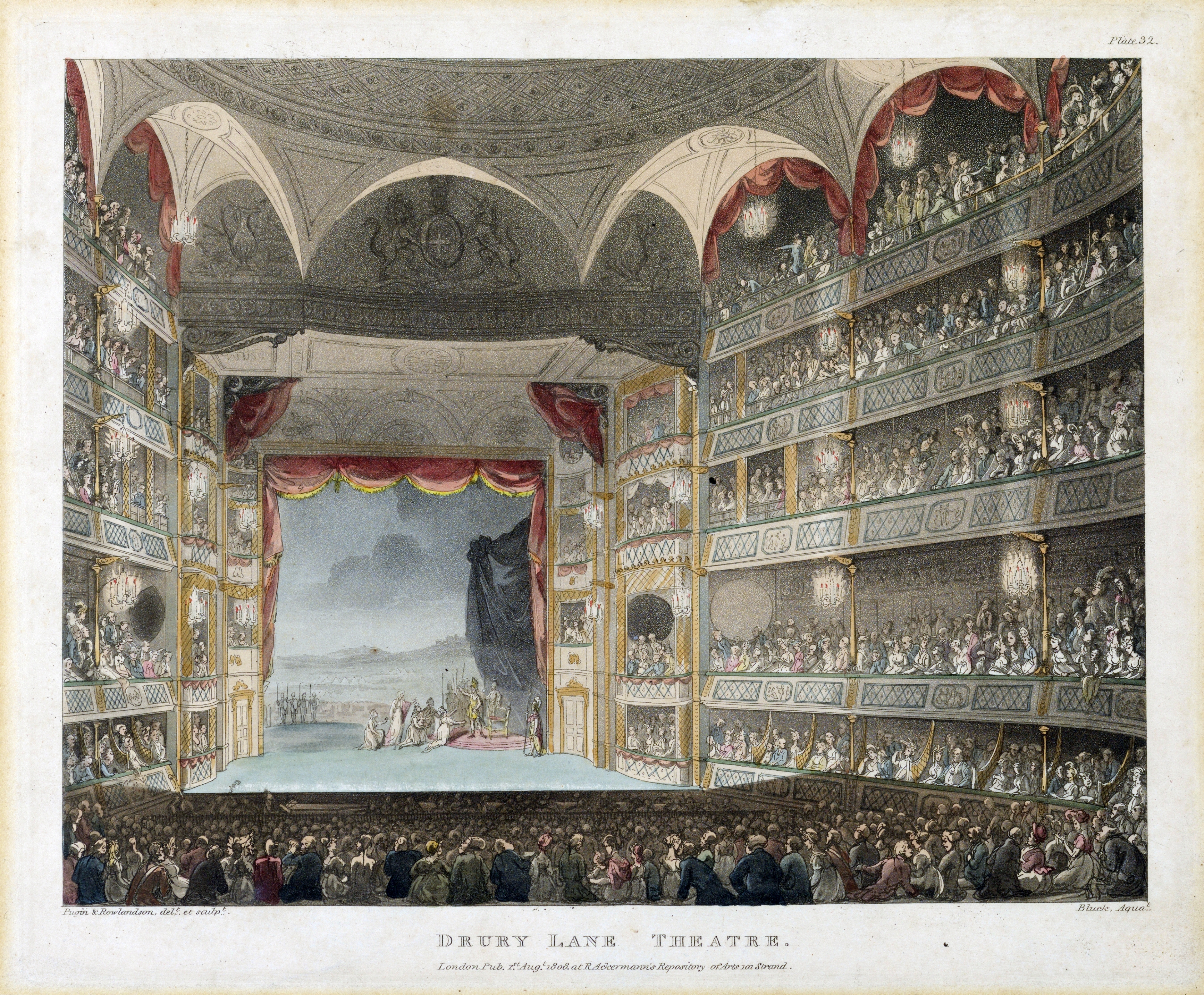
داخل مسرح دروري لين بواسطة أغسطس تشارلز بوجن وأغسطس تشارلز بوجن، 1808

يعد المسرح الملكي الحالي في دروري لين هو الأحدث من بين أربعة تجسيدات، افتتح أولها في عام 1663  م، مما يجعله أقدم مسرح يعمل باستمرار في لندن. خلال معظم القرنين الأولين، كان، جنبًا إلى جنب مع دار الأوبرا الملكية، مسرحًا ممنوح الحقوق في لندن لإنتاج الدراما، وكان يُزعم أنه أحد المسارح الرائدة في لندن. شهد المسرح الأول، المعروف باسم «المسرح الملكي، شارع بريدجز»، عروضا لنيل جوين وتشارلز هارت. بعد أن دمرته النيران عام 1672  م، قام الكاتب المسرحي الإنجليزي ومدير المسرح توماس كيليجرو ببناء مسرح أكبر في نفس المكان، والذي افتتح عام 1674  م. استمر مسرح كيليجرو لما يقرب من 120 عامًا، تحت القيادة كل من كولي سيبر ودايفيد جاريك وريتشارد برينسلي شيريدان. في عام 1791  م، تحت إدارة شيريدان، هدم المبنى لإفساح المجال لمسرح أكبر افتتح في عام 1794  م. ومع ذلك، فقد استمر 15 عامًا فقط، واحترق عام 1809  م. افتتح المبنى الذي يقف اليوم في عام 1812  م. لقد كانت موطنًا لممثلين متنوعين مثل الممثل الشكسبيري إدموند كين، والممثلة الطفلة كلارا فيشر، والممثل الكوميدي دان لينو، وفرقة الكوميديا مونتي بايثون (التي سجلت ألبومًا موسيقيًا هناك)، والمؤلف الموسيقي والعازف إيفور نوفيلو. منذ نوفمبر 2008، كان المسرح مملوكًا للملحن أندرو لويد ويبر ويعرض بشكل عام المسرح الموسيقي الشعبي. إنه مبنى محمي من الدرجة الأولى.

### متحف لندن للنقل
يقع متحف لندن للنقل في مبنى من الحديد والزجاج الفيكتوري على الجانب الشرقي من ساحة السوق. صممه في عام 1871 ويليام روجرز من شركة وليام كوبيت وشركاه كسوق مخصص للزهور م، وشغله المتحف لأول مرة في عام 1980 م. في السابق، عُقدت مجموعة النقل في سيون بارك وكلافام. تم تجميع الأجزاء الأولى من المجموعة في بداية القرن العشرين من قبل شركة London General Omnibus Company (LGOC) عندما بدأت في الحفاظ على الحافلات المتقاعدة من الخدمة. بعد أن استحوذت شركة London Electric Railway (LER) على شركة LGOC، تم توسيع المجموعة لتشمل مركبات السكك الحديدية. واستمرت في التوسع بعد أن أصبحت LER جزءًا من مجلس نقل الركاب في لندن في ثلاثينيات القرن الماضي، ومع مرور المنظمة عبر هيئات مختلفة خلفتها حتى TfL، وهي هيئة النقل في لندن منذ عام 2000 م. يعرض مبنى كوفنت غاردن العديد من الأمثلة على الحافلات والترام وحافلات الترولي وعربات السكك الحديدية من القرنين التاسع عشر والعشرين بالإضافة إلى المصنوعات اليدوية والمعارض المتعلقة بتشغيل وتسويق خدمات الركاب والتأثير الذي أحدثته شبكة النقل النامية على المدينة وسكانها.

### كنيسة القديس بولس
تم بناء كنيسة القديس بولس، المعروفة باسم كنيسة الممثلين، في عام 1633 م، بتكلفة قدرها 4000 جنيه إسترليني، لكنها لم تكرس حتى عام 1638 م. في عام 1645 م، أصبحت كوفنت غاردن رعية منفصلة وخصصت الكنيسة للقديس بولس. من غير الواضح حجم المبنى الأصلي الذي تركه جونز، حيث تضررت الكنيسة بنيران عام 1795 م أثناء أعمال الترميم التي قام بها توماس هاردويك ؛ يُعتقد أن الأعمدة أصلية ولكن الباقي في الغالب عبارة عن إعادة بناء جورجية أو فيكتورية.

### قاعة الماسونيين
قاعة الماسونيين هي المقر الرئيسي لـ المحفل الماسوني الكبير في إنجلترا والفصل الكبير الأعلى من الماسونيين القوس الملكي في إنجلترا، فضلاً عن مكان اجتماع للعديد من المحافل الماسونية في منطقة لندن. يقع في شارع جريت كوين بين هولبورن وكوفنت غاردن وكان مكانًا للقاء الماسوني منذ عام 1775 م أجزاء من المبنى مفتوحة للجمهور يوميًا، وقد جعلها أسلوب الفن الزخرفي الكلاسيكي المحفوظ، بالإضافة إلى استخدامه المنتظم كموقع للأفلام والتلفزيون، وجهة سياحية.

## الثقافة
لطالما ارتبطت منطقة كوفنت غاردن بالترفيه والتسوق. يوجد في كوفنت غاردن 13 مسارح وأكثر من 60 حانة وبار، معظمها جنوب لونغ أكري، حول منطقة التسوق الرئيسية في السوق القديم. كانت منطقة سفن ديالس في شمال كوفنت غاردن موطنًا لنادي موسيقى البانك روك The Roxy في عام 1977  م، وما زالت المنطقة تركز على الشباب من خلال منافذ البيع بالتجزئة العصرية في السوق المتوسطة.

### أداء الشارع

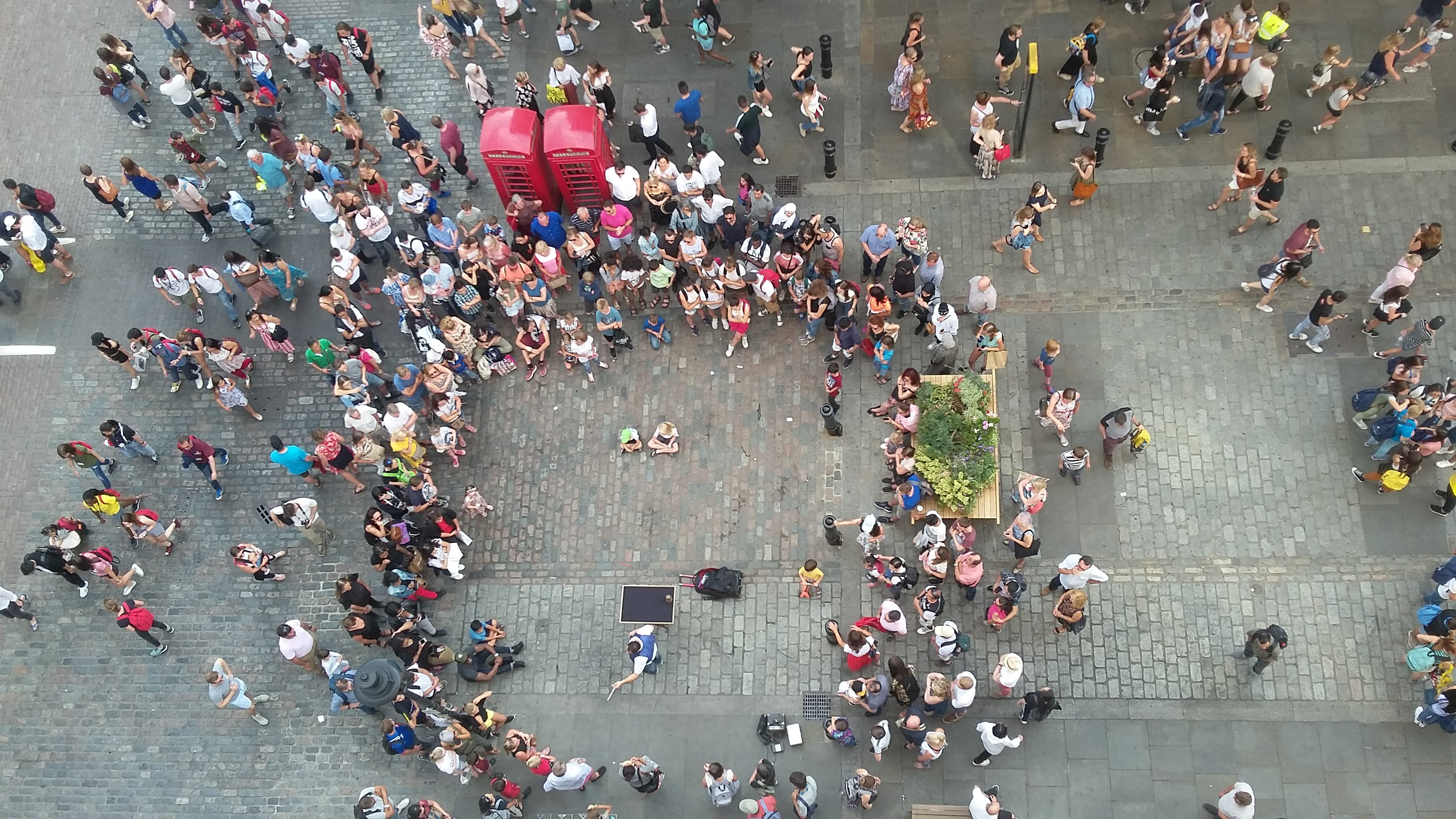
الترفيه في الشوارع في كوفنت غاردن، يوليو 2018

### الروابط الثقافية
ظهرت كوفنت غاردن، وخاصة السوق، في عدد من الأعمال. في عام 1867  م، قام يوهان شتراوس الثاني من النمسا بتأليف «Erinnerung an Covent Garden» (ذكرى كوفنت غاردن). إليزا دوليتل، الشخصية المركزية في مسرحية جورج برنارد شو، بيجماليون، والتأليف الموسيقي لألان جاي ليرنر، سيدتي الجميلة، هي بائع زهور في كوفنت غاردن. تم عرض فيلم «الهيجان» لألفريد هيتشكوك عام 1972  م وهو عن بائع فواكه في كوفنت غاردن أصبح قاتلًا جنسيًا متسلسلًا، حيث كان والده بائع خضار بالجملة. كان النشاط اليومي للسوق موضوع فيلم وثائقي للسينما الحرة عام 1957  م من تأليف ليندسي أندرسون، «كل يوم ما عدا عيد الميلاد»، والذي فاز بالجائزة الكبرى في مهرجان البندقية للأفلام القصيرة والوثائقية.

## المواصلات

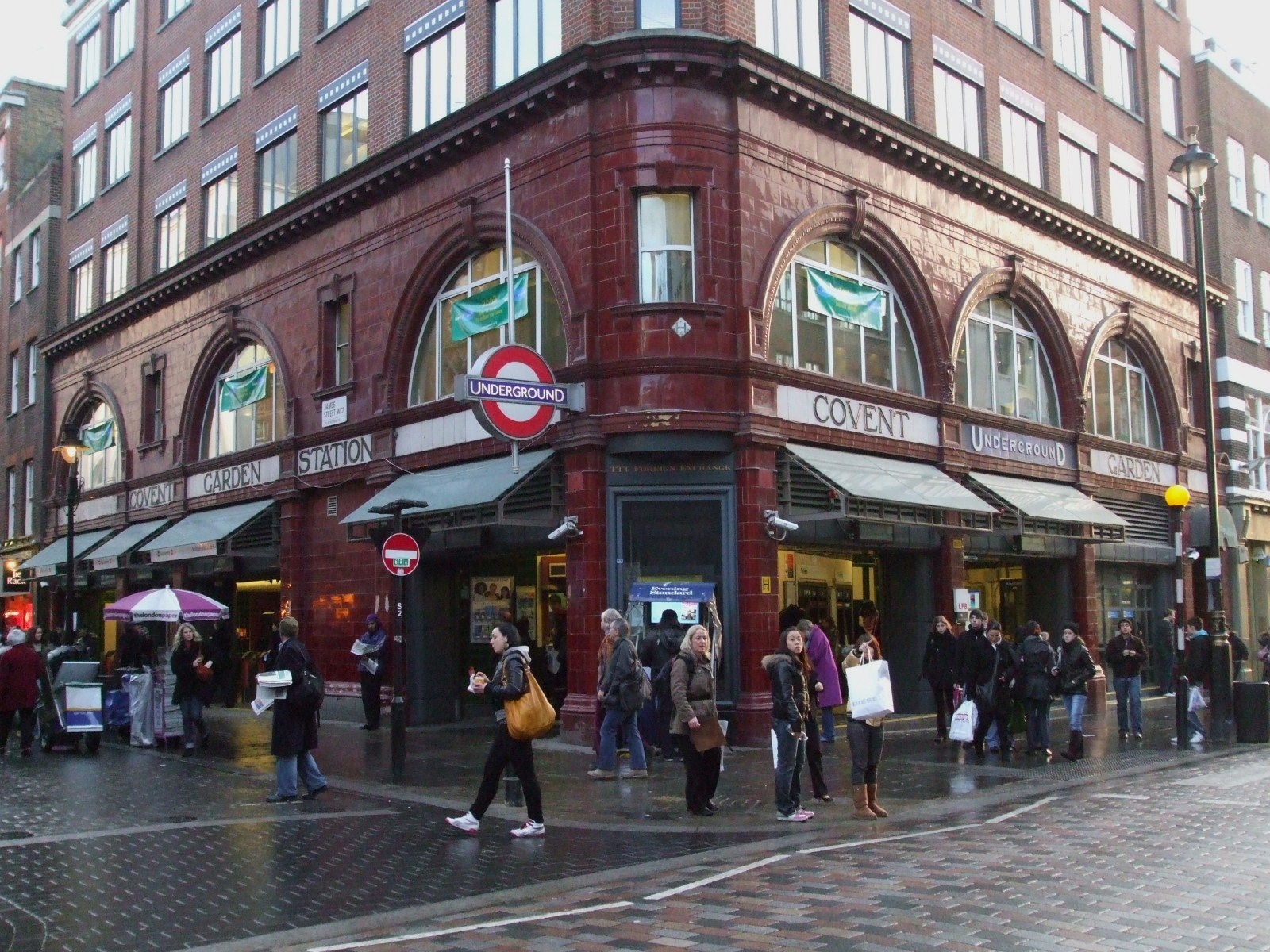
محطة 1907 مترو أنفاق لندن

محطة مترو أنفاق كوفنت غاردن تقع على ناصية لونج أكري وجيمس ستريت. تخدمه قطارات خط بيكاديللي، التي تربط المنطقة مباشرة بالوجهات الهامة في وسط لندن بما في ذلك كينغز كروس سانت بانكراس، وجنوب كنسينغتون، ومطار هيثرو (). افتتحت المحطة عام 1907  م، وهي واحدة من المحطات القليلة في وسط لندن التي لا يمكن الوصول إليها إلا عن طريق المصعد أو الدرج.
الرحلة من كوفنت غاردن إلى ليستر سكوير هي أقصر رحلة بمترو الأنفاق في لندن، على بعد أقل من 300 ياردة. تقع محطة مترو أنفاق ليستر سكوير على خطوط بيكاديللي والشمالية. يربط الخط الشمالي كوفنت غاردن مباشرة إلى وجهات مثل واترلو ويوستن كامدن تاون.
تشمل محطات الأنفاق القريبة الأخرى تشارينغ كروس إمبانكمينت هولبورن. تشارينغ كروس هي أقرب محطة سكة حديد وطنية («خط رئيسي») إلى كوفنت غاردن.
يمتد أكثر من 30 مسارًا لحافلات لندن على طول محيط كوفنت غاردن، على الرغم من عدم وجود طرق تمر مباشرةً عبر كوفنت غاردن بعد الانسحاب الدائم لخط RV1 في عام 2019  م.
يمر طريق Quietway 1 للدراجات عبر كوفنت غاردن. توضع علامات على المسار ويمتد على طرق أكثر هدوءًا أو ممرات للدراجات الهوائية. يمتد الطريق شمالًا باتجاه بلومزبري، ومتجهًا جنوبًا إلى ستراند وجسر ووترلو، عبر شارع بو.
يعمل مخطط سانتاندر سليكيلز لتقاسم ركوب الدراجات في كوفنت غاردن، مع العديد من نقاط الإرساء في جميع أنحاء المنطقة.

### الهوامش
- 1: الذي يمتد على طول الحدود الجنوبية للمنطقة التي ستصبح كوفنت غاردن
- 2: وهو مصطلح أنجلو فرنسي لمجتمع ديني، يعادل «منيستر» أو «دير»

## أعلام
- بيتر ليلي
- تيرنر
- جون ثيافليس ديسجلوريس
- دايفيد هانت
- صموئيل هيرونيموس غريم

## روابط خارجية
- جمعية مجتمع كوفنت جاردن
- كوفنت جاردن لندن

### الفهرس
1. ↑  GeoNames (بالإنجليزية), 2005, QID:Q830106
2. ↑  Christopher Hibbert؛ Ben Weinreb (2008). "Covent Garden market". The London Encyclopaedia. Pan Macmillan. ص. 213–214. ISBN:978-1-4050-4924-5. مؤرشف من الأصل في 29 تـمـوز 2020. اطلع عليه بتاريخ 3 كانون الثاني 2021. {{استشهاد بكتاب}}: تحقق من التاريخ في: |تاريخ الوصول= و|تاريخ أرشيف= (مساعدة)
3. ↑  Matthew Hoch (28 Apr 2014). A Dictionary for the Modern Singer. Scarecrow Press. ص. 46. ISBN:9780810886568. مؤرشف من الأصل في 3 كانون الثاني 2021. اطلع عليه بتاريخ 3 كانون الثاني 2021. {{استشهاد بكتاب}}: تحقق من التاريخ في: |تاريخ الوصول= و|تاريخ أرشيف= (مساعدة)
4. ↑  "ويست" إند لندن تبقى النبض في قلب العالم - إيلاف نسخة محفوظة 20 يونيو 2014 على موقع واي باك مشين.
5. ↑  كوفنت غاردن.. «كل لندن» - الشرق الأوسط نسخة محفوظة 15 ديسمبر 2019 على موقع واي باك مشين.
6. 1 2  "The early years of Lundenwic". Museum of London. مؤرشف من الأصل في 2009-01-08. اطلع عليه بتاريخ 2011-05-02.
7. ↑  Nick Lloyd Jones (25 May 2005). "Garden party". The Independent. مؤرشف من الأصل في 3 كانون الثاني 2021. اطلع عليه بتاريخ 27 July 2010. {{استشهاد بخبر}}: تحقق من التاريخ في: |تاريخ أرشيف= (مساعدة)
8. ↑  Roy Porter (1998). London: A Social History. Harvard University Press. ص. 5–6. ISBN:0-674-53839-0. مؤرشف من الأصل في 2 آب 2020. اطلع عليه بتاريخ 3 كانون الثاني 2021. {{استشهاد بكتاب}}: تحقق من التاريخ في: |تاريخ الوصول= (مساعدة)
9. 1 2 3  Time Out editors (17 أبريل 2007). "London's shortest tube journey". Time Out London. مؤرشف من الأصل في 2012-06-03. اطلع عليه بتاريخ 2011-05-20. {{استشهاد ويب}}: |الأخير= باسم عام (مساعدة)
10. ↑  «كوفنت غاردن».. مؤامرة ملكية وراء أشهر أسواق العاصمة البريطانية - الشرق الأوسط نسخة محفوظة 31 مايو 2016 على موقع واي باك مشين.
11. ↑  "The Antonine Itinerary". Roman Britain Organisation. مؤرشف من الأصل في 2011-07-03. اطلع عليه بتاريخ 2011-05-02.
12. ↑  J. S. Cockburn (1969). H. P. F. King؛ K. G. T. McDonnell (المحررون). A History of the County of Middlesex: Volume 1. Institute of Historical Research. ص. 64–74. مؤرشف من الأصل في 25 تشرين الثاني 2010. اطلع عليه بتاريخ 31 July 2010. {{استشهاد بكتاب}}: تحقق من التاريخ في: |تاريخ أرشيف= (مساعدة)
13. ↑  "Ancient body prompts new theories". BBC News. 1 ديسمبر 2006. مؤرشف من الأصل في 2012-06-03. اطلع عليه بتاريخ 2010-07-31.
14. ↑  Jim Leary. "Excavations at 15–16 Bedford Street, Covent Garden, London". Pre-Construct Archaeology. مؤرشف من الأصل في 2010-05-31. اطلع عليه بتاريخ 2010-08-13.
15. ↑  John Clark (1999). "King Alfred's London and London's King Alfred" (PDF). London Archaeologist Association. ج. 9 ع. 2: 35–38. مؤرشف من الأصل (PDF) في 2011-05-10. اطلع عليه بتاريخ 2011-05-07.
16. 1 2  E. J. Burford (1986). Wits, Wenchers and Wantons – London's Low Life: Covent Garden in the Eighteenth Century. Robert Hale Ltd. ص. 1–3. ISBN:0-7090-2629-3.
17. ↑  F. H. W. Sheppard (1970). Survey of London: volume 36: Covent Garden. Institute of Historical Research. ص. 19–21. مؤرشف من الأصل في 2011-08-05. اطلع عليه بتاريخ 2010-08-01.
18. ↑  Alzina Stone Dale, Barbara Sloan-Hendershott (2004). Mystery Reader's Walking Guide: London. iUniverse. ص. 56. ISBN:0-595-31513-5. مؤرشف من الأصل في 2 آب 2020. اطلع عليه بتاريخ 3 كانون الثاني 2021. {{استشهاد بكتاب}}: تحقق من التاريخ في: |تاريخ الوصول= (مساعدة)
19. ↑  John Richardson (2000). The annals of London: a year-by-year record of a thousand years of history, Volume 2000, Part 2. University of California Press. ص. 171. ISBN:0-520-22795-6. مؤرشف من الأصل في 2 آب 2020. اطلع عليه بتاريخ 3 كانون الثاني 2021. {{استشهاد بكتاب}}: تحقق من التاريخ في: |تاريخ الوصول= (مساعدة)
20. ↑  "Plan of Bedford House, Covent Garden, &c. Taken About 1690". MAPCO. مؤرشف من الأصل في 2012-06-03. اطلع عليه بتاريخ 2011-05-02.
21. ↑  E. J. Burford (1986). Wits, Wenchers and Wantons – London's Low Life: Covent Garden in the Eighteenth Century. Hale. ص. 6. ISBN:0-7090-2629-3.
22. ↑  F. H. W. Sheppard (1970). Survey of London: volume 36: Covent Garden. Institute of Historical Research. ص. 25–34. مؤرشف من الأصل في 2011-08-05. اطلع عليه بتاريخ 2010-08-24.
23. ↑  Roy Porter (1998). London: A Social History. Harvard University Press. ص. 5–6. ISBN:0-674-53839-0. مؤرشف من الأصل في 2020-08-02.
24. ↑  "History of the Bloomsbury Estate". Bedford Estates. مؤرشف من الأصل في 2016-09-20. اطلع عليه بتاريخ 2016-07-15.
25. ↑  E. J. Burford (1986). Wits, Wenchers and Wantons – London's Low Life: Covent Garden in the Eighteenth Century. Hale. ص. 260. ISBN:0-7090-2629-3.
26. ↑  Gerald Isaaman (29 July 2005). "The A to Z of Covent Garden's prostitutes". Camden New Journal. مؤرشف من الأصل في 22 تشرين الأول 2007. اطلع عليه بتاريخ 19 July 2008. {{استشهاد بخبر}}: تحقق من التاريخ في: |تاريخ أرشيف= (مساعدة)
27. ↑  F. H. W. Sheppard (1970). Survey of London: volume 36: Covent Garden. Institute of Historical Research. ص. 48–52. مؤرشف من الأصل في 2011-06-29. اطلع عليه بتاريخ 2010-07-27.
28. ↑  F. H. W. Sheppard (1970). Survey of London: volume 36: Covent Garden. Institute of Historical Research. ص. 48–52. مؤرشف من الأصل في 2014-10-06. اطلع عليه بتاريخ 2010-07-27.
29. ↑  "Covent Garden Action Plan" (PDF). مؤرشف (PDF) من الأصل في 2016-08-09. اطلع عليه بتاريخ 2016-07-15.
30. ↑  "About Us". Covent Garden London Official Guide. مؤرشف من الأصل في 2012-06-03. اطلع عليه بتاريخ 2010-07-28.
31. 1 2  Christopher Hibbert؛ Ben Weinreb (2008). "Covent Garden market". The London Encyclopaedia. Pan Macmillan. ص. 213–214. ISBN:978-1-4050-4924-5.
32. ↑  Robert Thorne (1980). Covent Garden Market: Its History and Restoration. Architectural Press. ص. 2. ISBN:0-85139-098-6. مؤرشف من الأصل في 3 كانون الثاني 2021. اطلع عليه بتاريخ 3 كانون الثاني 2021. {{استشهاد بكتاب}}: تحقق من التاريخ في: |تاريخ الوصول= و|تاريخ أرشيف= (مساعدة)
33. ↑  Conservation Area Audits Team (2007). "Covent Garden Extension Report" (PDF). westminster.gov.uk. مؤرشف (PDF) من الأصل في 24 أيلول 2020. اطلع عليه بتاريخ 3 كانون الثاني 2021. {{استشهاد ويب}}: تحقق من التاريخ في: |تاريخ الوصول= (مساعدة)
34. ↑  "Draft Supplementary Planning Guidance for Entertainment Uses" (PDF). westminster.gov.uk. July 2006. ص. 99. مؤرشف (PDF) من الأصل في 24 أيلول 2020. اطلع عليه بتاريخ 3 كانون الثاني 2021. {{استشهاد ويب}}: تحقق من التاريخ في: |تاريخ الوصول= (مساعدة)
35. ↑  "Our Neighbourhood". coventgarden.org.uk. CGCA. مؤرشف من الأصل في 28 أيلول 2020. اطلع عليه بتاريخ 3 كانون الثاني 2021. {{استشهاد ويب}}: تحقق من التاريخ في: |تاريخ الوصول= (مساعدة)
36. ↑  "Street features: Long Acre". Covent Garden London: Online Magazine. مؤرشف من الأصل في 2011-07-17. اطلع عليه بتاريخ 2010-07-30.
37. ↑  "Ward and polling district map". Camden Council. مؤرشف من الأصل في 2016-03-03. اطلع عليه بتاريخ 2016-07-15.
38. ↑  "Showcase: Odham's Walk: Overview". Academy for Sustainable Communities. مؤرشف من الأصل في 2008-11-20. اطلع عليه بتاريخ 2011-05-08.
39. ↑  "Membership of The Covent Garden Community Association". Covent Garden Community Association. مؤرشف من الأصل في 24 تـمـوز 2016. اطلع عليه بتاريخ 15 July 2016. {{استشهاد ويب}}: تحقق من التاريخ في: |تاريخ أرشيف= (مساعدة)
40. ↑  F. H. W. Sheppard (1970). Survey of London: volume 36: Covent Garden. Institute of Historical Research. ص. 19. مؤرشف من الأصل في 2011-08-05. اطلع عليه بتاريخ 2010-07-27.
41. ↑  F. H. W. Sheppard (1970). Survey of London: volume 36: Covent Garden. Institute of Historical Research. ص. 1. مؤرشف من الأصل في 2011-08-05. اطلع عليه بتاريخ 2010-07-27.
42. ↑  Frederic Youngs (1979). Guide to the Local Administrative Units of England, Volume 1: Southern England. Royal Historical Society. ISBN:0-901050-67-9.
43. ↑  M. H. Port (1986). "The Commissions for building fifty new churches: The minute books, 1711–27, a calendar". Institute of Historical Research. ص. 38–39. مؤرشف من الأصل في 2011-06-05. اطلع عليه بتاريخ 2011-05-07.
44. ↑  "Registration Districts" (PDF). City of Westminster Archives Centre. ص. 3. مؤرشف من الأصل (PDF) في 2011-05-25. اطلع عليه بتاريخ 2011-05-07.
45. ↑  "The Parliamentary Constituencies (England) Order 2007". The National Archives. مؤرشف من الأصل في 2012-06-03. اطلع عليه بتاريخ 2011-05-02.
46. ↑  "Westminster's Wards on a map". westminster.gov.uk. مؤرشف من الأصل في 2014-01-09.
47. ↑  "Camden ward map". camden.gov.uk. مؤرشف من الأصل في 9 كانون الثاني 2014. اطلع عليه بتاريخ 3 كانون الثاني 2021. {{استشهاد ويب}}: تحقق من التاريخ في: |تاريخ الوصول= و|تاريخ أرشيف= (مساعدة) (PDF)
48. ↑  Alan C. Parnell (30 Aug 2013). Building Legislation and Historic Buildings. Elsevier. ص. 107. ISBN:9781483141497. مؤرشف من الأصل في 3 كانون الثاني 2021. اطلع عليه بتاريخ 3 كانون الثاني 2021. {{استشهاد بكتاب}}: تحقق من التاريخ في: |تاريخ الوصول= و|تاريخ أرشيف= (مساعدة)
49. ↑  Darwin Porter؛ Danforth Prince (2010). Frommer's England 2011. Frommer's. ص. 215. ISBN:978-0-470-64176-7. مؤرشف من الأصل في 29 تـمـوز 2020. اطلع عليه بتاريخ 3 كانون الثاني 2021. {{استشهاد بكتاب}}: تحقق من التاريخ في: |تاريخ الوصول= و|تاريخ أرشيف= (مساعدة)
50. ↑  Jemima Kiss (5 August 2010). "Apple chooses London to open its biggest store in the world". The Guardian. مؤرشف من الأصل في 2 كانون الثاني 2014. اطلع عليه بتاريخ 7 August 2010. {{استشهاد بخبر}}: تحقق من التاريخ في: |تاريخ أرشيف= (مساعدة)
51. ↑  Pete Frame (1999). Pete Frame's rockin' around Britain: rock'n'roll landmarks of the UK and Ireland. Omnibus. ص. 122. ISBN:0-7119-6973-6. مؤرشف من الأصل في 2020-08-02.
52. ↑  Laura Chesters (2 نوفمبر 2007). "Covent Garden, Selfridges style". Property Week. مؤرشف من الأصل في 2012-06-03. اطلع عليه بتاريخ 2008-03-31.
53. ↑  Molly Dover (28 يوليو 2006). "Capital & Counties JV wins Covent Garden". Property Week. مؤرشف من الأصل في 2012-06-03. اطلع عليه بتاريخ 2010-08-05.
54. ↑  "CapCo grows in Covent Garden". Shopping centre. 26 مارس 2007. مؤرشف من الأصل في 2007-12-16. اطلع عليه بتاريخ 2008-03-31.
55. ↑  Matthew Hoch (28 أبريل 2014). A Dictionary for the Modern Singer. Scarecrow Press. ص. 46. ISBN:9780810886568. مؤرشف من الأصل في 2021-01-03.
56. ↑  Merriam-Webster's collegiate encyclopedia. Merriam-Webster. 2000. ص. 407. ISBN:0-87779-017-5. مؤرشف من الأصل في 29 تـمـوز 2020. اطلع عليه بتاريخ 3 كانون الثاني 2021. {{استشهاد بكتاب}}: تحقق من التاريخ في: |تاريخ الوصول= و|تاريخ أرشيف= (مساعدة)
57. ↑  Winton Dean (2006). Handel's operas, 1726–1741. Boydell Press. ص. 274–285. ISBN:1-84383-268-2. مؤرشف من الأصل في 29 تـمـوز 2020. اطلع عليه بتاريخ 3 كانون الثاني 2021. {{استشهاد بكتاب}}: تحقق من التاريخ في: |تاريخ الوصول= و|تاريخ أرشيف= (مساعدة)
58. ↑  "Ninette de Valois Bequest and Papers". Royal Opera House Collections Online. مؤرشف من الأصل في 2012-06-03. اطلع عليه بتاريخ 2010-07-27.
59. ↑  "History". Royal Opera House. مؤرشف من الأصل في 2014-04-07. اطلع عليه بتاريخ 2012-12-17.
60. ↑  Walter Thornbury (1878). Old and New London: Volume 3. Institute of Historical Research. ص. 255–269. مؤرشف من الأصل في 2011-05-25. اطلع عليه بتاريخ 2010-09-10.
61. ↑  "Room Guide – Room 5: Street Life". Tate Britain. مؤرشف من الأصل في 2011-02-09. اطلع عليه بتاريخ 2010-07-28.
62. ↑  F. H. W. Sheppard (1970). Survey of London: volume 36: Covent Garden. Institute of Historical Research. مؤرشف من الأصل في 12 تـمـوز 2010. اطلع عليه بتاريخ 27 July 2010. {{استشهاد بكتاب}}: تحقق من التاريخ في: |تاريخ أرشيف= (مساعدة)
63. ↑  "Street performer auditions". Covent Garden London Official Guide. مؤرشف من الأصل في 2010-12-24. اطلع عليه بتاريخ 2010-08-01.
64. ↑  F. H. W. Sheppard (1970). Survey of London: volume 36: Covent Garden. Institute of Historical Research. ص. 64–76. مؤرشف من الأصل في 2011-08-05. اطلع عليه بتاريخ 2010-07-28.
65. ↑  Nick Lloyd Jones (25 مايو 2005). "Garden party". The Independent. مؤرشف من الأصل في 2021-01-03. اطلع عليه بتاريخ 2010-07-27.
66. ↑  Christy Anderson (2007). Inigo Jones and the Classical Tradition. Cambridge University Press. ص. 204. ISBN:978-0-521-82027-1. مؤرشف من الأصل في 2020-07-29.
67. ↑  F. H. W. Sheppard (1970). Survey of London: volume 36: Covent Garden. Institute of Historical Research. ص. 77–80. مؤرشف من الأصل في 2011-08-05. اطلع عليه بتاريخ 2010-07-28.
68. ↑  "Proposed Development at Bedford Chambers and No. 1 and Nos. 6–7 (inclusive) The Piazza" (PDF). City of Westminster. 2 يوليو 2008. ص. 7. مؤرشف من الأصل (PDF) في 2011-07-07. اطلع عليه بتاريخ 2011-05-07.
69. ↑  "Theatres in Victorian London". Victorian Web. 9 May 2007. مؤرشف من الأصل في 15 نيسـان 2012. اطلع عليه بتاريخ 20 March 2010. {{استشهاد ويب}}: تحقق من التاريخ في: |تاريخ أرشيف= (مساعدة)
70. ↑  Martin Banham (1995). The Cambridge Guide to Theatre. Cambridge University Press. ص. 309. ISBN:0-521-43437-8. مؤرشف من الأصل في 29 تـمـوز 2020. اطلع عليه بتاريخ 3 كانون الثاني 2021. {{استشهاد بكتاب}}: تحقق من التاريخ في: |تاريخ الوصول= و|تاريخ أرشيف= (مساعدة)
71. ↑  Sylvia Stoler Wagonheim (21 August 2013). The Annals of English Drama 975–1700. Routledge. ص. 357. ISBN:978-1-134-67641-5. مؤرشف من الأصل في 29 تـمـوز 2020. اطلع عليه بتاريخ 3 كانون الثاني 2021. {{استشهاد بكتاب}}: تحقق من التاريخ في: |تاريخ الوصول= و|تاريخ أرشيف= (مساعدة)
72. ↑  Paul Kuritz (1988). The Making of Theatre History. ص. 235. ISBN:978-0-13-547861-5. مؤرشف من الأصل في 29 تـمـوز 2020. اطلع عليه بتاريخ 3 كانون الثاني 2021. {{استشهاد بكتاب}}: تحقق من التاريخ في: |تاريخ الوصول= و|تاريخ أرشيف= (مساعدة)
73. ↑  Robert D. Hume (2007). "Theatre History 1660–1800: Aims, Materials, Methodology". Players, Playwrights, Playhouses: Investigating Performance, 1660–1800. Palgrave Macmillan. ص. 23. ISBN:978-0-230-28719-8. مؤرشف من الأصل في 29 تـمـوز 2020. اطلع عليه بتاريخ 3 كانون الثاني 2021. {{استشهاد بكتاب}}: تحقق من التاريخ في: |تاريخ الوصول= و|تاريخ أرشيف= (مساعدة)
74. ↑  Martin Banham (1995). The Cambridge Guide to Theatre. Cambridge University Press. ص. 310. ISBN:0-521-43437-8. مؤرشف من الأصل في 29 تـمـوز 2020. اطلع عليه بتاريخ 3 كانون الثاني 2021. {{استشهاد بكتاب}}: تحقق من التاريخ في: |تاريخ الوصول= و|تاريخ أرشيف= (مساعدة)
75. ↑  "The Theatre Royal Drury Lane". The Music Hall and Theatre History Site. مؤرشف من الأصل في 2012-06-03. اطلع عليه بتاريخ 2010-07-27.
76. ↑  Mike Kilburn, Alberto Arzoz (2002). London's Theatres. New Holland Publishers. ص. 41. ISBN:1-84330-069-9. مؤرشف من الأصل في 13 كانون الثاني 2017. اطلع عليه بتاريخ 3 كانون الثاني 2021. {{استشهاد بكتاب}}: تحقق من التاريخ في: |تاريخ الوصول= و|تاريخ أرشيف= (مساعدة)
77. ↑  Party Earth – Europe (ط. 4th). Party Earth LLC. 2010. ص. 330. ISBN:978-0-9761120-7-5. مؤرشف من الأصل في 29 تـمـوز 2020. اطلع عليه بتاريخ 3 كانون الثاني 2021. {{استشهاد بكتاب}}: تحقق من التاريخ في: |تاريخ الوصول= و|تاريخ أرشيف= (مساعدة)
78. ↑  "Theatres Index Page". Covent Garden Street Site. مؤرشف من الأصل في 2012-06-03. اطلع عليه بتاريخ 2010-08-25.
79. ↑  "Pubs in Covent Garden". Fancyapint?. مؤرشف من الأصل في 2012-06-02. اطلع عليه بتاريخ 2010-07-30.
80. ↑  "Roxy music". The Guardian. 4 October 2007. مؤرشف من الأصل في 27 نيسـان 2014. اطلع عليه بتاريخ 25 August 2010. {{استشهاد بخبر}}: تحقق من التاريخ في: |تاريخ أرشيف= (مساعدة)
81. ↑  Rhonda Carrier (2005). Frommer's London with Kids. Frommer's. ص. 220. ISBN:978-0-7645-4993-9. مؤرشف من الأصل في 29 تـمـوز 2020. اطلع عليه بتاريخ 3 كانون الثاني 2021. {{استشهاد بكتاب}}: تحقق من التاريخ في: |تاريخ الوصول= و|تاريخ أرشيف= (مساعدة)
82. ↑  David S. White (2000). Let's Take the Kids to London: A Family Travel Guide. Take the Kids to London. ص. 43. ISBN:0-595-13953-1. مؤرشف من الأصل في 29 تـمـوز 2020. اطلع عليه بتاريخ 3 كانون الثاني 2021. {{استشهاد بكتاب}}: تحقق من التاريخ في: |تاريخ الوصول= و|تاريخ أرشيف= (مساعدة)
83. ↑  Clive Boursnell؛ Peter Ackroyd (2008). Covent Garden: The Fruit, Vegetable and Flower Markets. Frances Lincoln Publishers. ص. 142. ISBN:978-0-7112-2860-3. مؤرشف من الأصل في 4 أيار 2016. اطلع عليه بتاريخ 3 كانون الثاني 2021. {{استشهاد بكتاب}}: تحقق من التاريخ في: |تاريخ الوصول= (مساعدة)
84. ↑  Chuck Arrington (19 فبراير 2001). "The Alfred Hitchcock Collection: Frenzy". DVD Talk. مؤرشف من الأصل في 2012-06-03. اطلع عليه بتاريخ 2010-07-27.
85. ↑  Christophe Dupin. "Every Day Except Christmas (1957)". BFI Screenonline. مؤرشف من الأصل في 2012-06-03. اطلع عليه بتاريخ 2010-07-27.
86. ↑  "London's Rail and Tube Services" (PDF). هيئة النقل في لندن. مؤرشف (PDF) من الأصل في 2019-05-11. اطلع عليه بتاريخ 2020-04-14.
87. ↑  Oliver Green (20 November 2012). The Tube: Station to Station on the London Underground. Bloomsbury Publishing. ص. 132. ISBN:978-0-7478-1287-6. مؤرشف من الأصل في 29 تـمـوز 2020. اطلع عليه بتاريخ 3 كانون الثاني 2021. {{استشهاد بكتاب}}: تحقق من التاريخ في: |تاريخ الوصول= و|تاريخ أرشيف= (مساعدة)
88. ↑  team, London SE1 website. "TfL confirms RV1 will be axed in central London bus changes". London SE1 (بالإنجليزية). Archived from the original on 7 تشرين الثاني 2020. Retrieved 2020-02-18. {{استشهاد ويب}}: تحقق من التاريخ في: |تاريخ أرشيف= (help)صيانة الاستشهاد: أسماء عددية: قائمة المؤلفين (link)
89. ↑  "Getting to Covent Garden by bus". Covent Garden London. مؤرشف من الأصل في 2016-05-02. اطلع عليه بتاريخ 2010-07-26.
90. ↑  "Cycle". هيئة النقل في لندن. مؤرشف من الأصل في 27 تشرين الثاني 2020. اطلع عليه بتاريخ April 14, 2020. {{استشهاد ويب}}: تحقق من التاريخ في: |تاريخ أرشيف= (مساعدة)
91. ↑  "Cycle". هيئة النقل في لندن. مؤرشف من الأصل في 2020-11-27. اطلع عليه بتاريخ 2020-04-14.